# Dasynemella riemanni
Dasynemella riemanni (syn. Leptodasynemella riemanni) is een rondwormensoort. De wetenschappelijke naam van de soort is voor het eerst geldig gepubliceerd in 1972 door Haspeslagh.